# Maciej Poletyło
Maciej Poletyło herbu Trzywdar – podwojewodzi bielski w 1757 roku, podczaszy bielski w latach 1762–1781, podstoli bielski w latach 1757–1762, podstarości brański w 1764 roku, starosta glinnicki.
W czasie elekcji 1764 roku jako poseł ziemi bielskiej na sejm elekcyjny został sędzią generalnego sądu kapturowego. Poseł na sejm 1766 roku z ziemi bielskiej.